# Luigi Mascherpa
Luigi Mascherpa (né à Gênes le 15 avril 1893 et mort à  Parme le 24 mai 1944) est un officier italien, contrammiraglio de la Regia Marina pendant la Seconde Guerre mondiale.

## Biographie
Luigi Mascherpa s'est distingué dans la Guerre italo-turque (1911-1912), dans la Première Guerre mondiale, dans l'occupation italienne de l'Albanie (1919-1920), dans la Seconde guerre italo-éthiopienne. Lors de la Seconde Guerre mondiale en 1942 il commande l'île de Leros dans le Dodécanèse. Après l'armistice de Cassibile du 8 septembre 1943, il succède à l'amiral Inigo Campioni au commandement de la mer Égée. Il refuse de collaborer avec les puissances de l'Axe et défend Léros contre la Wermarcht  pendant 50 jours en collaboration avec les forces britanniques, contre l'attaque allemande. Leros capitule le 16 novembre 1943, Mascherpa est fait prisonnier et envoyé en Allemagne, puis livré aux fascistes du gouvernement de la République sociale italienne de Benito Mussolini. Il est jugé à Parme pour haute trahison par le tribunal spécial fasciste et fusillé dans cette même ville, en même temps que l'amiral Inigo Campioni le 24 mai 1944. En mémoire il reçoit la promotion au grade de Contre-amiral (1944) et la médaille d'or à la Valeur militaire.

## Distinctions
- Médaille d'argent de la valeur militaire - 2 octobre 1918 [2]
- Médaille d'or de la valeur militaire - 13 janvier 1945 à titre posthume[3].